# Pezens
Pezens település Franciaországban, Aude megyében. Lakosainak száma 1598 fő (2022. január 1.). Pezens Carcassonne, Caux-et-Sauzens, Moussoulens, Pennautier, Sainte-Eulalie, Ventenac-Cabardès és Villesèquelande községekkel határos.

## Népesség
A település népessége az elmúlt években az alábbi módon változott:
| Lakosok száma | 934  | 1087 | 1090 | 1234 | 1390 | 1470 | 1525 | 1577 | 1584 | 1598 |
|               | 1968 | 1982 | 1990 | 2006 | 2013 | 2015 | 2017 | 2019 | 2020 | 2022 |